# Burgstall Sterneck
Der Burgstall Sterneck ist eine abgegangene Höhenburg bzw. Siedlung in der Landshuter Gemarkung Wolfsbach im Stadtteil Frauenberg.
Die Anlage ist als Bodendenkmal mit der Nummer D-2-7439-0268 vom Bayerischen Landesamt für Denkmalpflege erfasst.  

## Forschungsstand
Sterneck ist noch weitgehend unerforscht. Historiker und Archäologen beschreiben das Areal als ehemaligen befestigten Ort (Burg), der heute ein Burgstall ist. Das Bayerische Landesamt für Denkmalpflege bezeichnet Sterneck allgemein als Siedlung vorgeschichtlicher Zeitstellung, der Latènezeit sowie des Mittelalters bzw. der Neuzeit. Das Gebiet wurde zwar in die Bayerische Denkmalliste aufgenommen, Untersuchungen stehen aber noch aus und das Benehmen wurde noch nicht hergestellt.

## Geschichte
Eine Urkunde aus dem Jahr 1298 verweist auf Hilprant von Teining und seine Frau Gertrud als Besitzer von Sterneck. Sie übergaben die Gülte ihrer Güter Sterneck und Schaumburg als Seelgerät dem Kloster Seligenthal.
Eine weitere Urkunde aus dem Archiv von Schloss Au in Au in der Hallertau aus dem Jahr 1460 benennt Hanns Sternecker zu Sterneck als Zeuge bei einem Verkauf von einem Baumannsrecht.
In den Hofanlagsbüchern und Güterkonskriptionen aus dem 18. Jahrhundert wird Sterneck als Anwesen des Klosters Seligenthal beschrieben, das zur Obmannschaft Frauenberg gehört.